# Suzanne Chapelle
Pour les articles homonymes, voir Chapelle (homonymie).

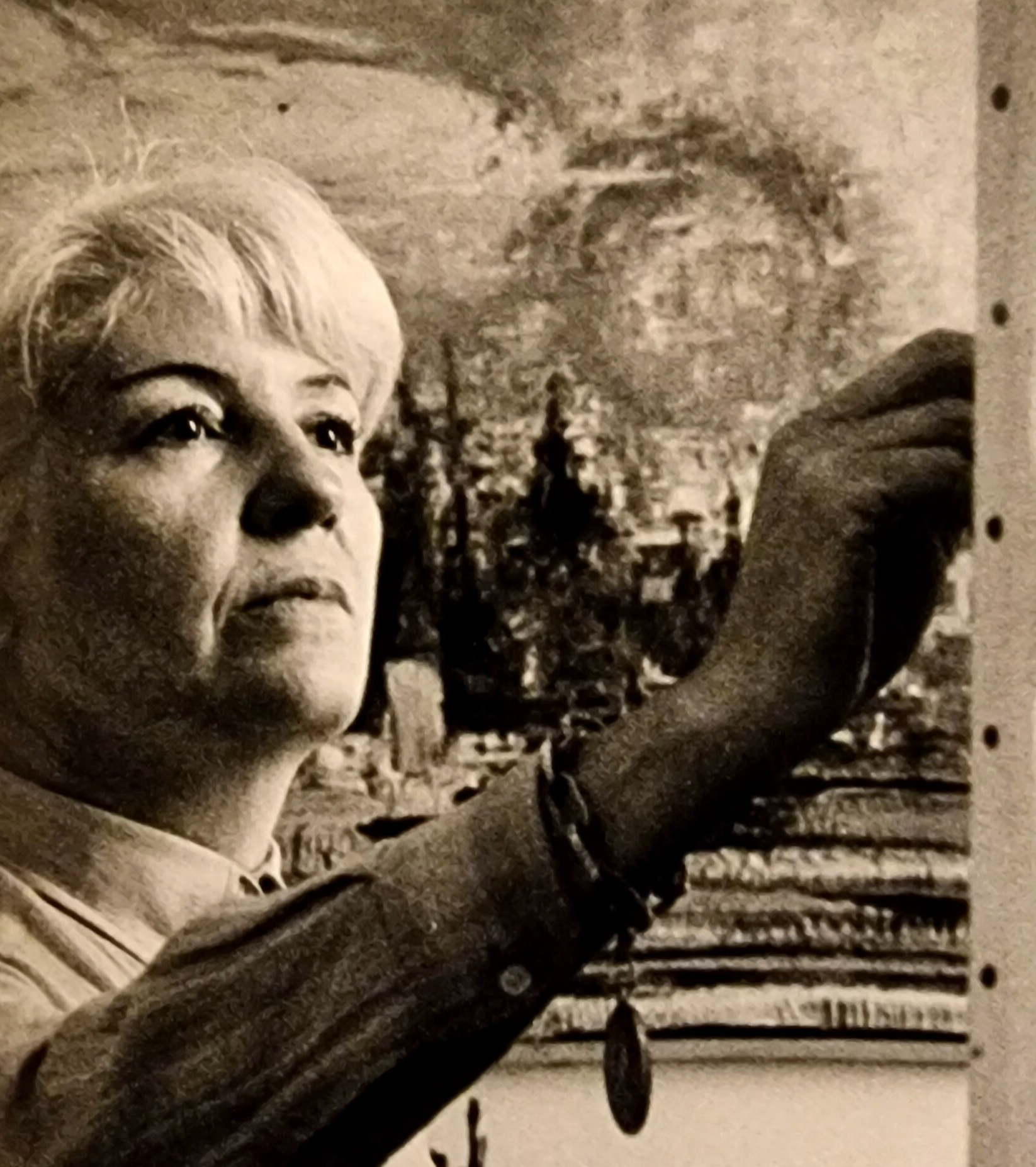
Suzanne J. Chapelle à l'oeuvre dans son atelier au 216, boulevard Raspail, Paris

Suzanne Chapelle est une artiste peintre française née Suzanne Julien le 28 septembre 1913 à Clichy et morte le 30 janvier 1996 à Paris 5e. Elle signait ses œuvres Suzanne J. Chapelle.

## Biographie
Suzanne Julien, fille de Louis Julien, ébéniste décorateur, se marie le à Saint-Gervais le 8 septembre 1934 à avec Jean Alfred Joseph Chapelle, éditeur, fils de Pierre-David-Augustin Chapelle, musicien et compositeur. De leur mariage naîtront deux filles jumelles, Bernadette et Nicole en 1938. Elle adoptera la signature d'artiste de Suzanne J. Chapelle et ne la modifiera pas après son divorce en avril 1964.
Jean-Pierre Delarge émet l'hypothèse que, dans la part « réaliste, lumineuse et charpentée » de sa peinture qui va de 1944 à 1963, Suzanne Chapelle « aurait été conseillée par Bernard Lorjou ». La biographie de l'artiste qui figure dans le Catalogue de l'atelier Suzanne Chapelle et qui a été intégralement reprise et publiée par La Gazette de l'Hôtel Drouot conforte cette proposition en énonçant que « Bernard Lorjou prodigue ses encouragements à Suzanne Chapelle qui est certainement, avec Yvonne Mottet, l'un des peintres féminins les plus importants de cette époque » : les trois artistes ont en partage d'être issus de la création pour tissus imprimés (première vocation que Suzanne Chapelle pratique à Paris autour de 1943) et d'être impliqués, au lendemain de la Seconde Guerre mondiale, dans « la renaissance du réalisme à tendance populiste » : « à partir des années cinquante, lit-on, des artistes tels que Bernard Buffet, Bernard Lorjou, Paul Rebeyrolle, Michel de Gallard, André Minaux, Jean Jansem, Suzanne Chapelle et Yvonne Mottet se retrouvent et s'expriment en même temps, formant le dernier rempart contre la marée montante de l'abstraction ».
L'œuvre de Suzanne Chapelle est pourtant fracturée en un « avant » et un « après 1963 » : avant, elle peint des sujets traditionnels (Maternité, l'enfant au tub, Retour de pêche), parfois dramatiques (Les inondations), « femmes et fillettes dans des intérieurs, natures mortes, marqués d'une facture post-cubiste, rappelant parfois la manière de Georges Braque. Elle évolue radicalement après 1963 à l'abstraction dont elle explore les diverses options avec des peintures graphiques et plus souvent matiéristes, dont certaines peuvent évoquer des cités de buildings, des mouvements de vagues, d'autres ressortissant à l'abstraction géométrique, d'autres encore au tachisme ».
Sélectionnée pour le Prix de la Critique en 1966, artiste permanente de la Galerie internationale, 1095 Madison Avenue à New York et de la galerie La Tolete à Venise en 1970, Suzanne Chapelle est présidente du Salon de la Jeune Peinture en 1979. Membre également de l'Union des femmes peintres et sculpteurs, elle en est secrétaire générale en 1981, vice-présidente en 1982.
Suzanne Chapelle meurt en 1996 et est inhumée dans le cimetière ancien de Neuilly-sur-Seine (4e division).

## Expositions particulières
- Galerie Claude Jory, 122, rue du Faubourd-Saint-Honoré, Paris, 1974.
- Joël Millon et Claude Robert, commissaires-priseurs, Vente de l'atelier Suzanne Chapelle, Hôtel Drouot, Paris, 14 mai 1990.
- Galerie Claude, 33 rue de Seine, Paris, 1950.
- Galleria Montenapoleone, Milano, février 1966.
- Galerie Cambacérès, 15 rue de la Boétie, Paris, 1966.
- Galerie Saint-Placide, Paris, 1967.
- Galleria la Toletta, Venezia, 1969.
- Galleria Schettini, via Manzoni, Milano, 1970.
- Galerie Claude Jory, 122, rue du Faubourd-Saint-Honoré, Paris, 1974.
- Joël Millon et Claude Robert, commissaires-priseurs, Vente de l'atelier Suzanne Chapelle, Hôtel Drouot, Paris, 14 mai 1990.
- à Bassano del Grappa, Biarritz, Bruxelles, Casablanca, Gènes, Grenoble, Londres, Lecco, New York, Padoue, Toulouse, Vincennes et Vicence.

## Expositions collectives
- Salon de l'Union des femmes peintres et sculpteurs, 1972, 1974, 1980, 1982.
- Salon de la Jeune Peinture, 1979.
- en France : Grand Palais, Musée du Luxembourg, Musée d’Art Moderne, Paris, musées, hôtels de villes, centres culturels, galeries et palais des congrès à Amiens, Aix-les-Bains, Antibes, Arles, Avignon, Bastia, Bayonne, Bordeaux, Cannes , Deauville, Dijon, Marseille, Montpellier, Mulhouse, Nevers, Lyon, Saint-Mandé, Strasbourg entre autres.
- à l’étranger : Ancona, Berlin, Gènes, Londres, Los Angeles, Mantoue, Milan, Monte-Carlo, Montréal, Munich, New York, Osaka, Pasadena, Rimini, Salsomaggiore, San Remo, Tel Aviv, Vienne.

## Réception critique
- « Suzanne Chapelle a besoin de personnages pour s'exprimer à l'aise. Elle a su garder une forme d'écriture qui la rapproche du Minaux des années héroïques. Quant au rendu de la touche, de la couleur, du dessin, de la composition, elle le partage avec Rebeyrolle qui avait su lui aussi écouter les conseils de Lorjou. Et, curieusement, comme lui, à partir des années soixante, le style de Suzanne Chapelle évolue et il semble qu'elle donne priorité à la pâte et à la couleur avant de se lancer, dans les années 1970, dans un constructivisme linéaire. » - Joël Millon et Claude Robert (La Gazette de l'Hôtel Drouot, 11 mai 1990)[4],[5]